# Asia Brewery
Asia Brewery is een Filipijnse brouwerij die in 1982 in Makati werd opgericht. De brouwerij is in handen van zakenman Lucio Tan, een Filipino van Chinese afkomst die  tot de rijksten van het land behoort. Het is een van de drie brouwerijen in de Filipijnen, naast marktleider San Miguel Corporation en Pivo Praha.

## Producten
Asia Brewery brouwt meerdere biersoorten en produceert shandy, ijsthee, mineraalwater, frisdrank en energiedrank. De zusteronderneming Tanduay Distillers, Inc. stookt rum en andere soorten sterkedrank. Het bedrijf produceert tevens glaswerk, plastic flessen en verpakkingsmateriaal voor bedrijven in de voedings- en drankensector.
Het meest gedronken biertje van Asia Brewery is Beer na Beer, dat in 1988 als Beer Pale Pilsen op de markt kwam. Na rechtszaken met concurrent San Miguel dat San Miguel Pale Pilsen als merk hanteert, veranderde Asia Brewery de naam. Het bevat 6% alcohol. Colt 45, een malt liquor met 7,2% alcohol, wordt hierna het meest geconsumeerd. De brouwerijen in Cabuyao en El Salvador produceren ongeveer zes miljoen hectoliter per jaar.